# منتخب بوركينا فاسو لاتحاد الرغبي
منتخب بوركينا فاسو الوطني لاتحاد الرغبي (بالفرنسية: Équipe du Burkina Faso de rugby à XV)‏ هو ممثل بوركينا فاسو الرسمي في المنافسات الدولية في اتحاد الرغبي .